# 98-я гвардейская воздушно-десантная дивизия
98-я гвардейская воздушно-десантная Свирская Краснознамённая, орденов Кутузова и Александра Невского дивизия (сокр. 98 гв. вдд, в/ч 65451) — тактическое соединение Воздушно-десантных войск Российской Федерации в Московском военном округе. Пункты постоянной дислокации — города Иваново, Кострома и Ярославль.

## История

### Великая Отечественная война
20 декабря 1943 года была сформирована 13-я гвардейская воздушно-десантная дивизия (1-го формирования). Основой для создания послужили 18-я, 19-я и 20-я гвардейские воздушно-десантные бригады.
По приказу Народного Комиссара Обороны № 003 от 19 января 1944 года 13-я гвардейская воздушно-десантная дивизия была переформирована 98-ю гвардейскую стрелковую дивизию (98-я гв.сд) 3 мая 1944 года со вхождением в состав нового 37-го гвардейского стрелкового корпуса.
37-й гвардейский стрелковый корпус был направлен на Карельский фронт, где вошёл в состав 7-й армии. Задачей корпусу был поставлен разгром свирско-петрозаводской группировки немецких войск в ходе Свирско-Петрозаводской наступательной операции. За образцовое выполнение поставленных боевых задач при форсировании реки Свирь, корпус и все три дивизии в его составе получили почётное наименование «Свирских».
По окончании боевых действий в Карелии дивизия была переброшена на южное крыло советско-германского фронта, где участвовала в освобождении Венгрии, Австрии и Чехословакии.
4 октября 1944 года вышло постановление Государственного комитета по обороне № 6650сс от «О введении в состав АДД воздушно-десантных войск Красной Армии и подчинении их Командующему АДД». В целях более оперативного управления войсками ВДВ Красной Армии, все они были сведены в Отдельную гвардейскую воздушно-десантную армию (ОГВДА). Управление ОГВДА было сформировано на базе управления 7-й армии. При формировании корпуса 98-я гв.сд вновь была переформирована в воздушно-десантную дивизию. Поскольку 7 июля 1944 года была сформирована 13-я воздушно-десантная дивизия (2-го формирования), порядковый номер для воздушно-десантного соединения на базе 98-й гв.сд был оставлен от стрелковой дивизии. 98-я гвардейская воздушно-десантная дивизия (98-я гв.вдд) включила в свой состав три воздушно-десантные бригады созданные на базе стрелковых полков. При этом порядковые номера бригад были взяты те же что и у бригад послуживших основой для создания 13-й гв.вдд (1-го формирования):
- 18-я гв. вдбр (2-го формирования) — сформирована на базе 296-го гв. сп;
- 19-я гв. вдбр (2-го формирования) — сформирована на базе 299-го гв. сп;
- 20-я гв. вдбр (2-го формирования) — сформирована на базе 302-го гв. сп.

8 декабря 1944 вышел приказ о переформировании ОГВДА к 15 февраля 1945 года в 9-ю гвардейскую армию. При переформировании 98-я гв. вдд стала одноимённой гвардейской стрелковой дивизией в том же составе, в каком она была в 37-м гвардейском стрелковом корпусе в январе 1944 года.
В феврале 1945 года в полном составе 9-я гвардейская армия была направлена в состав действующей армии и выполняла задачи во взаимодействии с другими войсками по освобождению города Вена.
К окончанию войны полное наименования соединения было 98-я гвардейская Свирская Краснознамённая стрелковая дивизия.

### Послевоенный период
С мая 1945 по январь 1946 года дивизия дислоцировалась в г. Киштелег в Венгрии.
В начале 1946 года 98-я гвардейская стрелковая дивизия была передислоцирована из Австрии в город Муром. Позже дивизия была передислоцирована на Дальний Восток.
14 июня 1946 года приказом № 0051 командующего воздушно-десантными войсками 98-я гвардейская стрелковая дивизия переформирована в 98-ю гвардейскую воздушно-десантную дивизию в составе 37-го гвардейского воздушно-десантного корпуса. Так как вновь создаваемые воздушно-десантные дивизии были двухполкового состава, в 98-й гв.сд был расформирован 302-й гвардейский стрелковый полк.
К октябрю 1948 года вместо убывших из состава воздушно-десантных дивизий полков для формирования новых дивизий были сформированы новые гвардейские парашютно-десантные полки. Так в 98-й гв. вдд был создан 192-й гвардейский парашютно-десантный полк, который вскоре был расформирован.
К началу 1949 года в состав 98-й гв. сд, дислоцированного в с. Покровка Уссурийской области Приморского военного округа, входили: 296-й и 299-й гвардейские парашютно-десантные полки, 17-й гвардейский артиллерийский полк.
В 1951 году управление 37-го гвардейского воздушно-десантного корпуса было передислоцировано в Забайкальско-Амурский военный округ в н.п. Куйбышевка-Восточная (ныне г. Белогорск Амурской области). Вместе с корпусом была передислоцирована 98-я гв. вдд.
6 января 1959 года в состав 98-й гв. вдд была передана 243-я отдельные военно-транспортная авиационная эскадрилья из 10 самолётов Ан-2.
Постановлением Совета Министров СССР № 362-233сс от 17 марта 1956 года и директивой Министра Обороны СССР № орг/3/39479 от 4 апреля 1956 года 37-й гвардейский воздушно-десантный корпус был расформирован. Вместе с корпусом была расформирована 99-я гвардейская воздушно-десантная дивизия, чей 300-й гвардейский парашютно-десантный полк (с дислокацией в г. Свободный Амурской области) был передан в состав 98-й гв. вдд взамен ранее расформированного 192-го гв. пдп. Также в состав 98-й гв. вдд из состава 99-й гв. вдд был передан 74-й гвардейский артиллерийский полк (с дислокацией в г. Шимановск Амурской области) взамен ранее расформированного 17-го гвардейского артиллерийского полка.

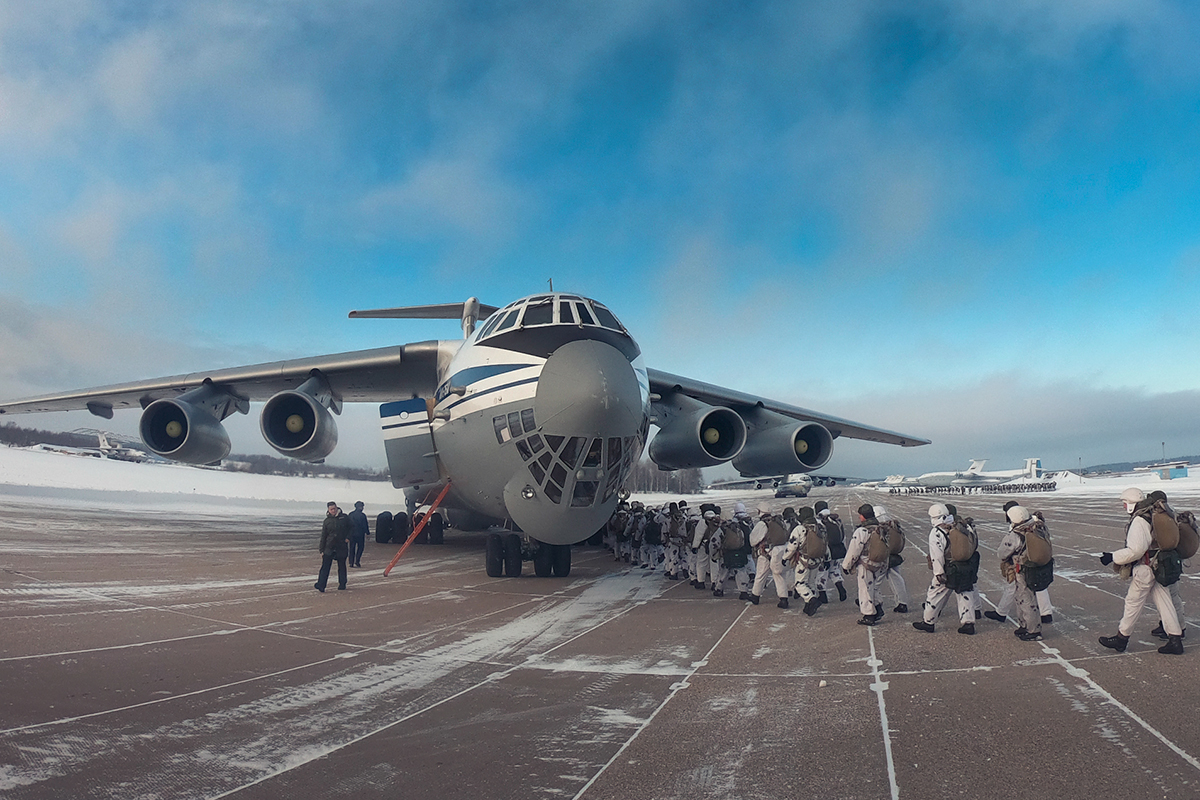
Погрузка личного состава 98-й дивизии в самолёты Ил-76 на аэродроме «Иваново-Северный» (г. Иваново). 16 января 2019 года.

В ноябре 1960 года на основании директив Министра обороны СССР от 18 марта 1960 года и Главнокомандующего Сухопутными войсками от 7 июня 1960 года 74-й гвардейский артиллерийский полк 98-й гв. вдд был переформирован в 812-й отдельный гвардейский артиллерийский дивизион. В последующем дивизион был снова развёрнут в 1065-й гвардейский артиллерийский полк.
27 февраля 1968 года за успехи в боевой и политической подготовке и в связи с 50-летием образования Вооружённых Сил СССР дивизия награждена орденом Кутузова 2-й степени.
14 июля 1969 года по Директиве Генерального штаба ВС СССР, в связи с обострением обстановки на Ближнем Востоке, была начата передислокация 98-й гв. вдд из города Белогорск Амурской области в город Болград Одесской области (управление и штаб дивизии, 217-й и 299-й гв. пдп, части и подразделения обеспечения и обслуживания), село Весёлый Кут Одесской области (1065-й гв. ап) Украинской ССР, а 300-й гв. пдп в город Кишинёв Молдавской ССР. Части дивизии были размещены в военных городках 48-й мотострелковой Ропшинской Краснознамённой дивизии имени М. И. Калинина, которая в 1968 году была передислоцирована в Чехословакию, в состав войск ЦГВ.
21 июля 1969 г. приказом командующего войсками Дальневосточного военного округа переходящее Красное знамя Военного совета округа, которым была награждена 98-я гвардейская воздушно-десантная дивизия, было передано ей на вечное хранение.
В июне 1971 года 98-я гв. вдд участвовала в учениях «Юг-71» и десантировалась в один из районов Крыма.
13 ноября 1973 года в 98-й гв. вдд было осуществлено десантирование БМД-1 на парашютной платформе П-7 из самолёта Ан-12 вместе с экипажем из старшины А. И. Савченко и старшего сержанта В. В. Котло, которые находились внутри боевой машины.
В 1986 году 68-й отдельный противотанковый артиллерийский дивизион 98-й гв. вдд вошёл в состав 1065-го гвардейского артиллерийского полка как линейный дивизион.
5 ноября 1987 г. приказом Министра обороны СССР дивизии, как лучшему соединению в ВДВ, по итогам боевой и политической подготовки присвоено почётное наименование «имени 70-летия Великого Октября».
В ходе проведения операции по наведению конституционного порядка на территории Азербайджанской ССР осенью 1989 года в авиакатастрофу попал самолёт Ил-76 с военнослужащими 98-й гв. вдд. Погибли 48 военнослужащих и 9 членов экипажа.

### Раздел дивизии после распада СССР
В период с июля 1992 по май 1993 года дивизия была разделена между Украиной, Россией и Молдовой.
Российской Федерации отошёл штаб дивизии со знаменем и наградами, 299-й гв. пдп со знаменем полка, сохранив боевые машины, вышел в РФ, 217 гв. пдп со знаменем полка, оставив боевые машины Украине, вышел в РФ, большая часть 1065-го артиллерийского полка со знаменем и некоторая доля частей дивизионного комплекта также выведены в РФ.
Украине отошла часть 217-го гв. пдп и часть 1065-го артиллерийского полка, который дислоцировался в посёлке Весёлый Кут. Колёсную технику и прочее имущество полков, дислоцированных на Украине, поделили пополам с Украиной.
Республике Молдова отошло около 50 % военной техники и личного состава 300-го гвардейского Свирского парашютно-десантного полка. Сам 300 гв. пдп был выведен из состава дивизии, с присвоением статуса отдельный.
Личный состав 300-го гв. опдп в августе — октябре 1992 года был переброшен в г. Абакан, а в 1996 году был переформирован в 100-ю гв. отдельную воздушно-десантную бригаду.

### Дивизия в составе Вооружённых сил Российской Федерации

Повседневный нарукавный знак
Полевой нарукавный знак

В 1993 году на базе 217-го гв. пдп 98-й гв. вдд и 331-го гв. пдп 106-й гв. вдд в городе Иваново была переформирована 98-я гвардейская воздушно-десантная дивизия.
В период с 13 декабря 1994 года по 20 февраля 1995 года сводный батальон дивизии участвовал в контртеррористической операции в Чеченской Республике в составе Объединённой группировки федеральных сил на Северном Кавказе.
В 2008 году гаубичный дивизион 1065-го гвардейского артиллерийского полка, 1-й парашютно-десантный батальон 331-го гвардейского парашютно-десантного полка и 2-й парашютно-десантный батальон 217-го гвардейского парашютно-десантного полка участвовали в войне в Грузии.
По состоянию на январь 2015 года известно о планах воссоздать 299-й полк (ранее в 1998 году 299-й и 217-й полки были сведены в один — 217-й пдп) в Ярославской области.

### 2014 — задержание на Донбассе

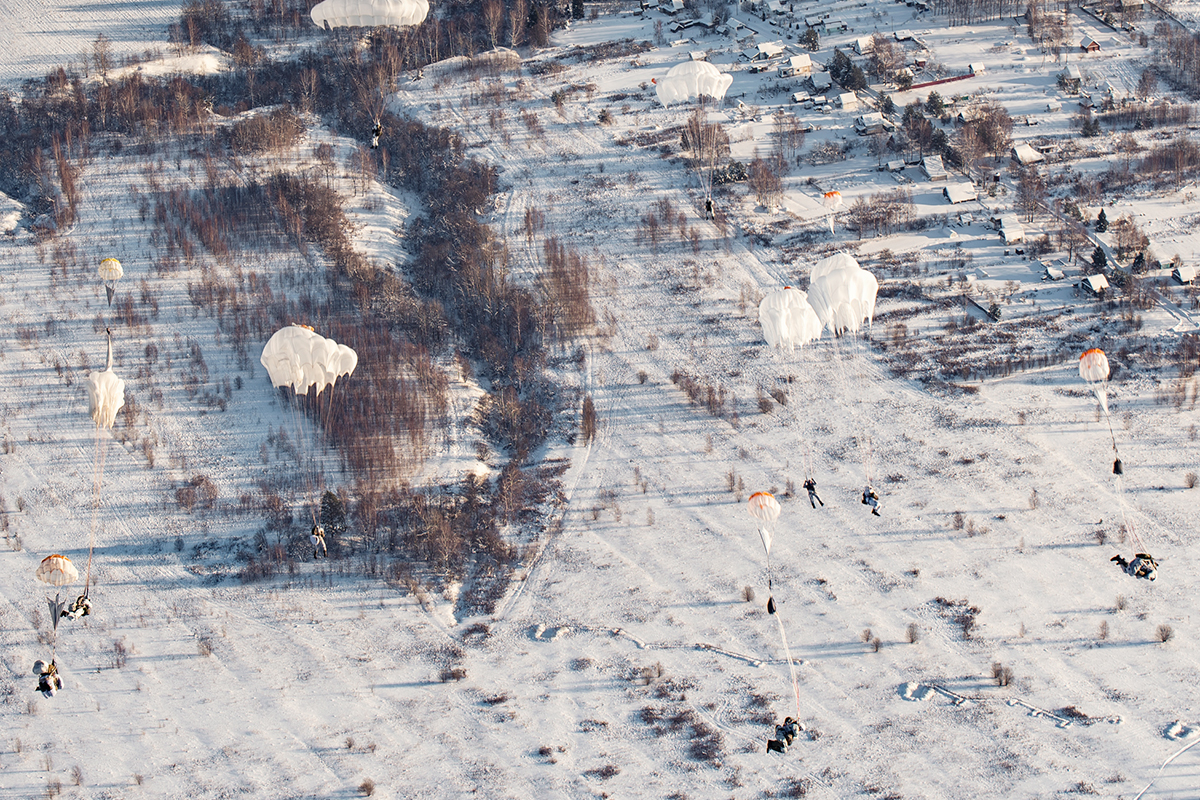
Десантирование военнослужащих 98-й дивизии парашютным способом на площадку приземления «Будихино» (Костромская область). 16 января 2019 года.

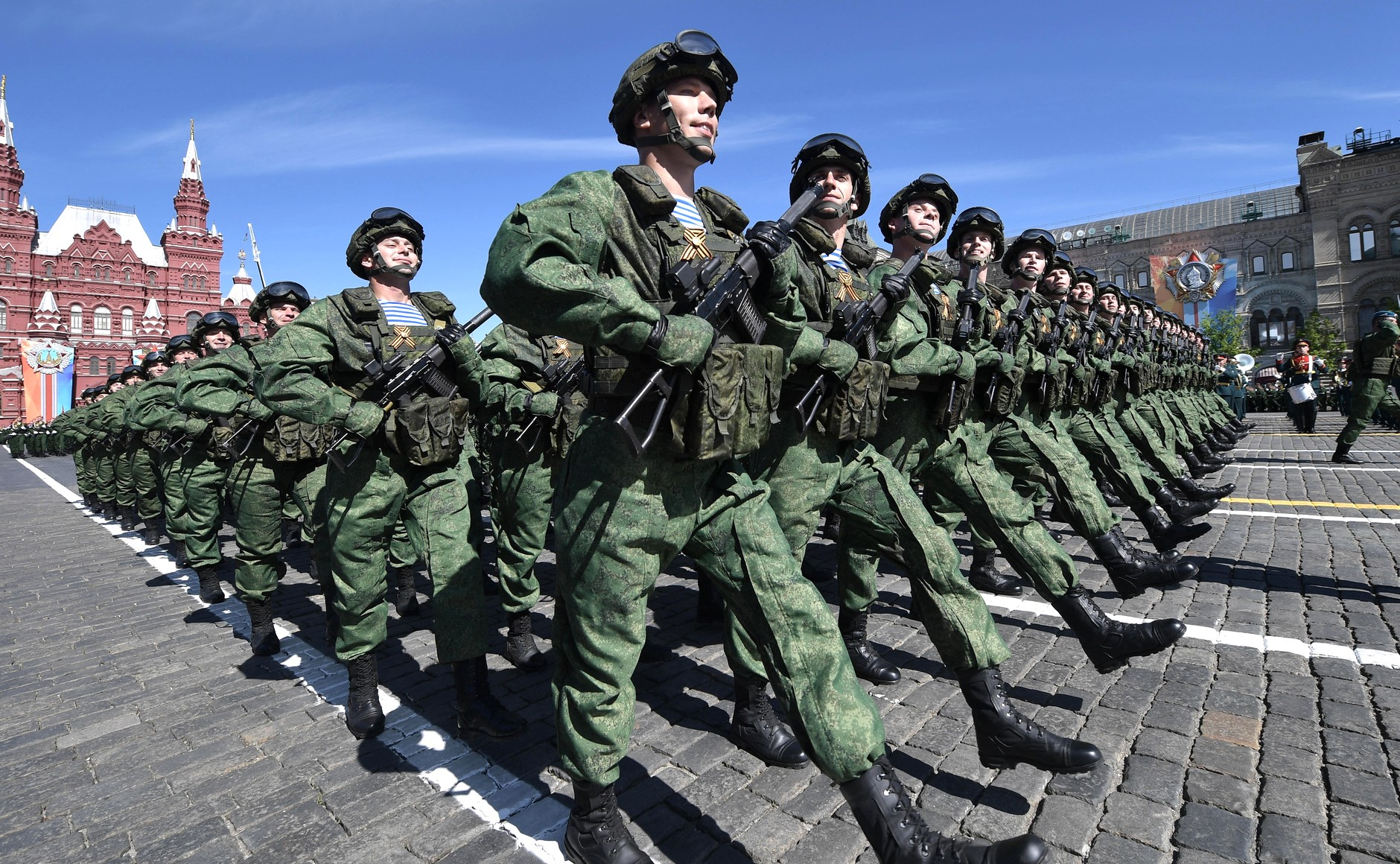
Парадный расчёт 331-го гвардейского парашютно-десантного полка 98-й дивизии на параде победы 9 мая 2018 года в Москве

24 августа 2014 года десять военнослужащих 331-го парашютно-десантного полка контрактной 98-й воздушно-десантной дивизии были задержаны украинскими военными на территории Украины неподалёку от посёлка Зеркальное в Донецкой области (20 км от границы с Россией) и переданы СБУ.
Задержанные передвигались на БМД-2 с закрашенными тактическими знаками и были одеты в военную форму российского образца без знаков отличия и в маскировочных халатах. По словам десантников, в ходе ночного марш-броска, две БМД отстали и одна из машин была уничтожена украинской армией, о том, что они оторвались от других участников учений и пересекли государственную границу, десантники узнали только тогда, когда увидели танк с украинским флагом. Сопротивления при задержании они не оказали, боевых задач не имели, их оружие было не заряжено. Также десантники пояснили что командир взвода якобы бежал, оставив подчиненных, которые решили пробиваться к своим, но через некоторое время попали в окружение и были вынуждены без боя сдаться украинским силам.
Источник сразу нескольких информагентств в российском Минобороны сообщил, что "указанные военнослужащие действительно участвовали в патрулировании участка российско-украинской границы, пересекли её, вероятно, случайно, на необорудованном, немаркированном участке. Президент РФ Владимир Путин прокомментировал факт задержания военнослужащих РФ на территории Украины в аналогичном ключе и отметил также, что подобные случаи случались ранее и с военнослужащими украинской стороны, а также понадеялся, что «никаких проблем с этим не будет». После некоторых переговоров десантники были возвращены на родину.

### Участие в миротворческой операции в Казахстане
Подразделения 98 гвардейской воздушно-десантной дивизии участвовали в миротворческой операции ОДКБ в Казахстане. Из-за массовых беспорядков вечером 5 января 2022 года президент Казахстана обратился к лидерам ОДКБ с просьбой об оказании миротворческой поддержки Казахстану. Ночью c 5 на 6 января Совет ОДКБ согласился направить коллективные миротворческие силы в Казахстан. Военнослужащие соединения совместно с военнослужащими других частей ВДВ, а также подразделениями стран ОДКБ, привлекались к охране наиболее важных государственных и стратегических объектов.

### Участие вовторжении России на Украину
В марте сообщалось о гибели в войне с Украиной младшего сержанта Юрия Аристова, а 18 марта стали известно, что ещё четверо военнослужащих 98-й воздушно-десантной дивизии погибли тоже на Украине. В ходе боевых действий погиб начальник связи дивизии полковник Алексей Смирнов.
Зимой 2023—2024 гг. дивизия в полном составе участвует в боях за Бахмут. На 4 апреля 2024 подразделения дивизии находились на восточных окраинах Часов Яра.

## Награжденные званием Героя
Следующие военнослужащие 98-й гвардейской стрелковой дивизии 21 июля 1944 года удостоены высшей государственной награды СССР Герой Советского Союза:
- Алиев Александр Мамедович — гвардии рядовой, стрелок 296-го гв. сп;
- Елютин Василий Павлович — гвардии старший сержант, снайпер 296-го гв. сп;
- Григорьев Михаил Яковлевич — гвардии старший сержант, командир пулемётного отделения 302-го гв. сп;
- Морозов Иван Дмитриевич — гвардии старшина, командир пулемётного отделения 296-го гв. сп;
- Чухреев Николай Максимович — гвардии сержант, командир стрелкового отделения 296-го гв. сп.
- Ничипоренко Игорь Дейтович — гвардии ефрейтор, стрелок 296-го гв. сп;[источник не указан 183 дня]
- Омельков Виктор Емельянович — гвардии майор, заместитель командира по воспитательной работе сводного парашютно-десантного батальона 98-й гвардейской воздушно-десантной дивизии.
- Копытов Николай Сергеевич — командир взвода гаубичной артиллерийской батареи 1065-го гвардейского артиллерийского Краснознамённого полка 98-й гвардейской воздушно-десантной Свирской Краснознамённой, ордена Кутузова дивизии имени 70-летия Великого Октября, гвардии лейтенант.
- Сметанин, Александр Сергеевич — заместитель командира взвода 217-го гвардейского парашютно-десантного полка 98-й гвардейской воздушно-десантной Свирской Краснознамённой, ордена Кутузова дивизии имени 70-летия Великого Октября, гвардии младший лейтенант.
- Рыбаков, Максим Радикович —  командир 1-го парашютно-десантного батальона 299-го гвардейского парашютно-десантного полка 98-й гвардейской воздушно-десантной Свирской Краснознамённой, ордена Кутузова дивизии имени 70-летия Великого Октября, гвардии капитан.
- Поздеев, Иван Владимирович —  командир 217-го гвардейского парашютно-десантного полка 98-й гвардейской воздушно-десантной Свирской Краснознамённой, ордена Кутузова дивизии имени 70-летия Великого Октября, гвардии подполковник.(посмертно).
- Сухарев, Сергей Владимирович —  командир 331-го гвардейского парашютно-десантного полка 98-й гвардейской воздушно-десантной Свирской Краснознамённой, ордена Кутузова дивизии имени 70-летия Великого Октября, гвардии полковник, (посмертно).
- Черёмухин, Роман Сергеевич —  командир батальона 331-го гвардейского парашютно-десантного полка 98-й гвардейской воздушно-десантной Свирской Краснознамённой, ордена Кутузова дивизии имени 70-летия Великого Октября, гвардии подполковник.
- Макаров, Александр Дмитриевич —  командир парашютно-десантного батальона 217-го гвардейского парашютно-десантного полка 98-й гвардейской воздушно-десантной Свирской Краснознамённой, ордена Кутузова дивизии имени 70-летия Великого Октября, гвардии подполковник, (посмертно).
- Шалаев, Роман Евгеньевич —  заместитель командира батальона по военно-политической работе 331 гвардейского парашютно-десантного полка 98-й гвардейской воздушно-десантной Свирской Краснознамённой, ордена Кутузова дивизии имени 70-летия Великого Октября, гвардии майор, (посмертно).
- Волосков, Андрей Алексеевич —  командир десантно-штурмового взвода 299-го гвардейского парашютно-десантного полка 98-й гвардейской воздушно-десантной Свирской Краснознамённой, ордена Кутузова дивизии имени 70-летия Великого Октября, гвардии лейтенант, (посмертно).
- Большаков, Станислав Владимирович —  заместитель командира взвода 7-й парашютно-десантной роты 217-го гвардейского парашютно-десантного полка 98-й гвардейской воздушно-десантной Свирской Краснознамённой, ордена Кутузова дивизии имени 70-летия Великого Октября, гвардии сержант, (посмертно).
- Рыбаков, Максим Радикович —  командир 1-го парашютно-десантного батальона 299-го гвардейского парашютно-десантного полка 98-й гвардейской воздушно-десантной Свирской Краснознамённой, ордена Кутузова дивизии имени 70-летия Великого Октября, гвардии капитан, (посмертно).
- Сметанин, Александр Сергеевич —  командир парашютно-десантного взвода парашютно-десантной роты парашютно-десантного батальона 217-го гвардейского парашютно-десантного полка 98-й гвардейской воздушно-десантной Свирской Краснознамённой, ордена Кутузова дивизии имени 70-летия Великого Октября, гвардии младший лейтенант, (посмертно).
- Асылханов, Алексей Маратович —  разведчик-оператор разведывательной роты 331-го ударного гвардейского парашютно-десантного Костромского ордена Кутузова полка 98-й гвардейской воздушно-десантной Свирской Краснознамённой, ордена Кутузова дивизии имени 70-летия Великого Октября, гвардии младший лейтенант.
- Мосин, Андрей Юрьевич —  командир взвода снайперов 217-го гвардейского парашютно-десантного полка 98-й гвардейской воздушно-десантной Свирской Краснознамённой, ордена Кутузова дивизии имени 70-летия Великого Октября, гвардии младший лейтенант,(посмертно).
- Зозулин, Владимир Николаевич —  Командир разведывательной роты 217-го гвардейского парашютно-десантного Ивановского полка 98-й гвардейской воздушно-десантной Свирской Краснознамённой, ордена Кутузова дивизии имени 70-летия Великого Октября, гвардии старший лейтенант,(посмертно).
- Юрьев, Даниил Юрьевич — гвардии сержант, заместитель командира взвода 217-го гвардейского парашютно-десантного Ивановского полка 98-й гвардейской воздушно-десантной дивизии (посмертно).

## Состав
В 1989 году 98-я гвардейская воздушно-десантная Свирская Краснознамённая, ордена Кутузова дивизия имела следующий состав:
- Управление дивизии (в/ч 22081) — г. Болград
- 217-й гвардейский парашютно-десантный ордена Кутузова III степени полк (в/ч 11389) — г. Болград;
- 299-й гвардейский парашютно-десантный Кутузова III степени полк (в/ч 52432) — г. Болград;
- 300-й гвардейский парашютно-десантный ордена Кутузова III степени полк (в/ч 40390) — г. Кишинёв;
- 1065-й гвардейский артиллерийский Краснознамённый полк (в/ч 31539) — c. Весёлый Кут;
- 215-я отдельная гвардейская разведывательная рота (в/ч 03391) — г. Болград;
- 100-й отдельный зенитный ракетно-артиллерийский дивизион (в/ч 73512) — г. Болград;
- 112-й отдельный инженерно-сапёрный батальон — г. Болград;
- 674-й отдельный гвардейский батальон связи (в/ч 89592) — г. Болград;
- 15-й отдельный ремонтно-восстановительный батальон — г. Болград;
- 1683-й отдельный батальон материального обеспечения — г. Болград;
- 613-й отдельный батальон десантного обеспечения — г. Болград;
- 176-й отдельный медицинский батальон — г. Болград;
- 728-я станция фельдъегерско-почтовой связи (в/ч 36477) — г. Болград;
- 243-я отдельная военно-транспортная авиационная эскадрилья (в/ч 68226) — г. Болград;
- отдельная коментданская рота (в/ч 22081 А) — г. Болград;
- отдельная рота химической защиты (в/ч 22081 Б) — г. Болград;
- полигон дивизии — п. Тарутино.

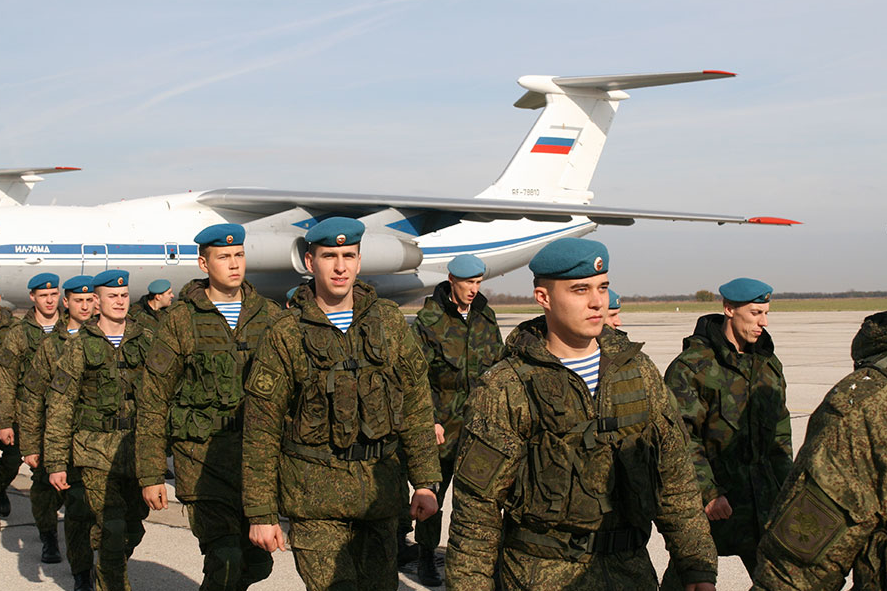
Бойцы 98-й гвардейской воздушно-десантной дивизии на учениях «Славянское братство-2016» в Сербии

По состоянию на 2025 год в состав 98-й гв. вдд входили:
- Управление дивизии — (Иваново)
- 217-й гвардейский парашютно-десантный Ивановский ордена Кутузова полк[23] (Иваново)
- 299-й гвардейский парашютно-десантный ордена Кутузова полк[24]
- 331-й гвардейский парашютно-десантный ударный Костромской полк[25](Кострома)
- 1065-й гвардейский артиллерийский Краснознамённый полк (Кострома)
- 5-й гвардейский зенитный ракетный полк (Иваново)
- 243-я отдельная военно-транспортная авиационная эскадрилья (Иваново)
- 36-й отдельный медицинский отряд (аэромобильный) (Иваново)
- 215-й отдельный разведывательный батальон (Иваново)
- 674-й отдельный гвардейский батальон связи (Иваново)
- 661-й отдельный инженерно-сапёрный батальон (Иваново)
- 15-й отдельный ремонтно-восстановительный батальон (Иваново)
- 1683-й отдельный батальон материального обеспечения (Иваново)
- 969-я отдельная рота десантного обеспечения (Иваново)
- 728-я станция фельдъегерско-почтовой связи (Иваново)
- учебно-тренировочный комплекс (с. Песочное, Ярославская область).

## Командиры дивизии
Дивизией командовали:
- полковник Виндушев, Константин Николаевич — с 23.12.1943 по 10.11.1944 гг.
- генерал-майор Ларин, Василий Михайлович — с 11.11.1944 по январь 1947 гг.
- генерал-майор Мошляк, Иван Никонович — с января по май 1947 гг.
- генерал-майор Алимов, Михаил Васильевич — с 7.05.1947 по май 1950 гг.
- генерал-майор Савчук, Валерий Иванович — с мая 1950 по 4.04. 1952 гг.
- полковник, с 3.08.1953 генерал-майор Рябов, Пётр Михайлович — с 4.04.1952 по 1.07.1954 гг.
- полковник Дедов, Иван Семёнович — с 15.10.1954 по 30.05.1956 гг.
- полковник Евдан, Андрей Алексеевич — с 30.05.1956 по 26.01.1957 гг.
- генерал-майор Сорокин, Михаил Иванович — с 26.02.1957 по 12.09.1962 г.
- генерал-майор Сухоруков, Дмитрий Семёнович — с 12.09.1962 по 28.03.1966 гг.
- полковник, с 23.02.1967 генерал-майор Баранов, Николай Егорович — с 28.03.1966 по 1967 гг.
- полковник, с 19.02.1968 генерал-майор Самойленко, Геннадий Климентьевич — с 1967 по 1973 гг.
- Соколов, Алексей Анатольевич — 1973—1977 гг.
- Лебедев, Виталий Михайлович — 1977—1982 гг.
- Пикаускас, Освальдас Миколович — 1982—1985 гг.
- Чиндаров, Александр Алексеевич — 1985—1989 гг.
- Востротин, Валерий Александрович — 1989—1992 гг.
- Беспалов, Александр Николаевич — 1992—1996 гг.
- Ленцов, Александр Иванович — 1996—2009 гг.
- Рагозин, Алексей Николаевич — 2010—2013 гг.
- Волык, Сергей Николаевич — 2013—2015 гг.
- Ульянов, Дмитрий Александрович — 2015—2017 гг.
- Чобан, Николай Петрович — 2017—2020 гг.
- Гуназа, Виктор Игоревич (с октября 2020 г.- не позднее ноября 2022 г.)[27]
- генерал-майор Тонких, Евгений Николаевич (по состоянию на август 2023 года)[28]

- генерал-майор Руслан Леонтьевич Евкодимов (с мая 2024 года)